# Conséquent (logique)
Un conséquent est la seconde moitié d'une proposition hypothétique.  Dans la forme standard d'une telle proposition, il est la partie qui suit « alors ». Dans une implication, si {\displaystyle \phi } implique {\displaystyle \psi } alors {\displaystyle \phi } est appelé l'antécédent et {\displaystyle \psi } est appelé le conséquent.
Par exemple :
- Si P, alors Q.

Q est le conséquent de cette proposition.
- Si X est un mammifère, alors X est un animal.

Ici, « X est un animal » est le conséquent.
- Si les ordinateurs peuvent penser, alors ils sont en vie.

— « ils sont en vie » est le conséquent.
Le conséquent d'une proposition hypothétique n'est pas nécessairement une conséquence de l'antécédent.
- Si les singes sont violet, alors les poissons parlent français.

— « les poissons parlent français » est le conséquent ici, mais intuitivement ce n'est pas une conséquence de l'affirmation (ni rien à voir avec) faite dans l'antécédent que « les singes sont violets ».